# Gordon Neufeld

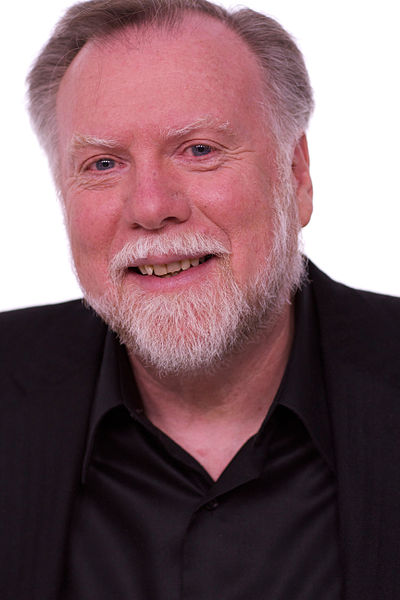
Gordon Neufeld

Gordon Neufeld, Ph.D. es un psicólogo del desarrollo, radicado en Vancouver y el autor del libro Hold on to Your Kids: Why Parents Need to Matter More Than Peers (coescrito con el médico canadiense Gabor Maté) que fue traducida a 10 idiomas hasta ahora. El enfoque de Neufeld (su modelo de desarrollo basada en el apego) se basa en la teoría del apego, formulada por John Bowlby. Él desarrolló una teoría del apego que incluye seis etapas en el desarrollo de la capacidad de relación, la construcción de la polarización que explica la timidez y la exclusión defensiva.  Su modelo de apego es universal, ambas en su aplicación (adultos y niños) y la  implementación (tanto en escuela como en casa).
Neufeld también es el fundador del Instituto Neufeld que está basado en Vancouver, Canadá. El Instituto ofrece educación y capacitación para padres y profesionales a través de personalizadas programas de estudio y a través de presentaciones, seminarios y cursos, incluyendo cursos de vídeo. Neufeld facultad y programas de la educación actualmente existen en varios idiomas, incluyendo Inglés, Francés, Alemán, Español, Hebreo, Sueco y Ruso.